# Cá tầm Nga

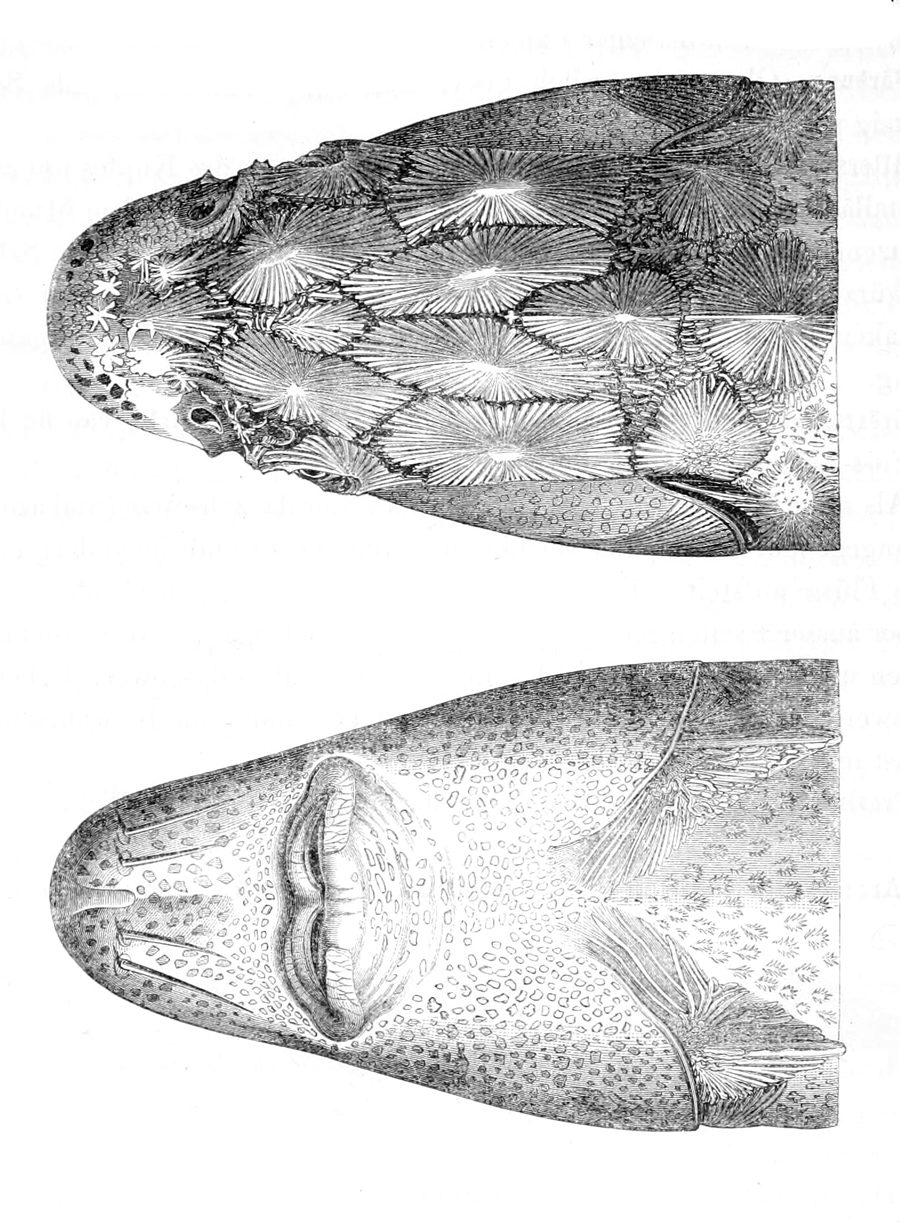
Đầu

Cá tầm Nga (danh pháp hai phần: Acipenser gueldenstaedtii), là một loài cá tầm, là một trong những loài cá có giá trị lớn nhất trong các con sông ở Nga, tại đây chúng được gọi là osétr (oсётр); người ta cho rằng chúng còn sinh sống cả trong những con sông vùng Siberia và có thể tới tận hồ Baikal. Chúng có kích thước tương tự như cá tầm thông thường và đã từng khá phổ biến tại các con sông chảy ra biển Đen và biển Caspi. Trên ¼ lượng trứng cá muối và thạch cá tầm được sản xuất tại Nga và Iran là từ loài cá này. Tuy nhiên, do đánh bắt trộm và đánh bắt thái quá nên hiện nay nó là loài đang nguy cấp.

## Phạm vi địa lý và phân bố
Loài này sinh sống ở các lưu vực của Biển Capsi, biển đen và biển Azov, nơi mà nuôi trồng thủy sản đã vô tình cũng như cố tình, dẫn đến việc loài này du nhập khắp Châu Âu.
Hiện tại loài này chỉ được Biển Capsi, nơi mà chúng sinh sản là ở Sông Volga và sông Ural, chúng cũng sinh sản ở hạ lưu sông Danube và Rioni (được ghi nhận lần cuối ở Rioni vào năm 1999). Không còn quần thể bản địa hoang dã sinh sản ở biển Azov, chỉ có những cá thể được thả ra. Sự sinh sản của loài này ở Kura đang được tranh luận.

## Sử dụng và giao dịch
Đây là một là cá thủy sinh, 250.000 con được xuất khẩu từ Hungary hàng năm. Trứng của loài này được sử dụng làm mỹ phẩm và cho mục đích y học. Sụn của chúng được sử dụng để làm thuốc. Sử dụng ruột làm nước sốt (thực phẩm) và để sản xuất gelatine. Bòng bơi dùng làm keo dán.
Nguồn mẫu vật trong thương mại:
25% là các cá thể hoang dã
25% là các cá thể nuôi nhốt
50% Khác là thả giống - đàn cá bố mẹ được thu thập từ tự nhiên. Chúng được sử dụng để sản xuất cá giống được nuôi và sau đó thả vào tự nhiên hoặc lưu giữ tại chỗ và thu hoạch (đối với trứng cá muối / thịt).

## Bảo tồn
Các biện pháp nhằm gia tăng số lượng loài này đang được tiến hành, tuy nhiên các nguồ dự trữ cá tiếp tục giảm Vào đầu những năm 1990, khoảng 30-55% đàn giống Caspi được báo cáo là có nguồn gốc từ các trại giống. Ở Nga, từ năm 1991 đến 1998, 70 triệu cá bột thuộc loài đã được thả ở sông Volga và chỉ hơn 32 triệu cá bột là có thể được vào Biển Azov.
Loài này không được bảo vệ đầy đủ ở bất kỳ quốc gia nào, mặc dù hầu hết các quốc gia đều phải có giấy phép và Iran đã cấm đánh bắt cá tầm tư nhân. Tuy nhiên, nhìn chung, các biện pháp thực thi dường như còn thiếu. Bể nuôi cá và bãi đẻ nhân tạo đã được đưa vào các vùng của vùng Caspi (CITES 2000) nhưng không đạt được nhiều thành công. Loài này được liệt kê trong Phụ lục II của Công ước CITES năm 1998.
Ngân hàng gen của các mẫu vật sống và bảo quản lạnh đang được tiến hành ở Nga và Iran.

## Dân số
Các quần thể cá tầm đã từng trải qua sự suy giảm nghiêm trọng. Nhưng do lượng cá giống được thả ra lớn (đặc biệt Nga và Iran), nên con số chính xác chưa được đưa ra. Theo Công ước CITES (2000), Nga đã thả 25 triệu cá giống vào Vologa trong giai đoạn từ 1979-1980, 35 triệu con được thả vào giai đoạn 1981-1985, 40,8 triệu con giai đoạn 1986-90, 42 triệu con giai đoạn 1991-95 và 28 triệu con giai đoạn 1996-98; Iran đã thả 300.000 con cá giống vào năm 1994, con số này đã tăng gần như hàng năm lên 960.000 con vào năm 1999. Bất chấp sản lượng thả gia tăng, sản lượng đánh bắt lại giảm đặc biệt là từ đầu những năm 1990 ở Caspian. Theo thống kê nghề cá của FAO (FAO 2009) sản lượng khai thác toàn cầu giảm từ 4.250 tấn năm 1992 (số liệu đánh bắt đầu tiên) xuống 67 tấn năm 2007 (số liệu đánh bắt cuối cùng), giảm 98% trong 15 năm. Sản lượng khai thác trung bình từ năm 1992-1999 (giai đoạn 8 năm) là 1.531,75 tấn, trong khi sản lượng đánh bắt trung bình từ năm 2000-2007 (giai đoạn 8 năm) là 175,37 tấn, giảm 88,5%. Dữ liệu từ Biển Caspi cho thấy sự sụt giảm tương tự: sản lượng khai thác từ 6.000 đến 9.000 tấn mỗi năm trong những năm 1960 đến đỉnh cao khoảng 14.500 tấn vào cuối những năm 1970 đầu những năm 1980 xuống dưới 1.000 mỗi năm từ năm 2000 đến năm 2008. Sinh khối dự trữ sinh sản ước tính ở sông Volga cũng đã giảm mạnh, từ 13.200 tấn (1961-65) và 22.200 tấn (1966-70) xuống 1.000 tấn (1996-97) và 1.000 tấn (1998-2002). Số lượng cá thể sinh sản trung bình (1.000 cá thể) đi qua các khu vực đánh bắt đến bãi đẻ ở hạ lưu sông Volga (mỗi năm) đã giảm 88% từ mức trung bình năm 1962-75 xuống mức trung bình năm 1992-2002. Số liệu đánh bắt của Romania (Danube) cho thấy năm 2002 đánh bắt được 3.726 kg; năm 2003 là 1.499 kg; năm 2004 là 440 kg; và năm 2005, 37 kg, giảm 99% chỉ trong 4 năm. Chỉ số sản xuất vị thành niên (bằng chứng về sinh sản) của sông Danube (Romania).